# Mangouste d'Alexandre
Crossarchus alexandri
Espèce
Statut de conservation UICN

 LC  : Préoccupation mineure
La mangouste d'Alexandre  ou mangouste congolaise (Crossarchus alexandri) est une espèce de la famille des Herpestidae.
Cette espèce a été décrite pour la première fois en 1907 par des Britanniques : le zoologiste anglais Michael Rogers Oldfield Thomas (1858-1929) et le naturaliste Robert Charles Wroughton (1849-1921).

## Description
Elle a la même allure (mâchoires, pattes, glandes anales, nombre de mamelles et aspect du pelage) que la mangouste brune mais elle est un peu plus grande qu'elle. Elle a une courte crinière épaisse de la nuque à la racine de la queue. Elle a un dessus brun terreux pointillé gris et un dessous un peu plus clair. Elle a une tête et une gorge gris clair et un menton, l'arrière de la lèvre supérieure et le bas des joues blanchâtre et des pieds brun noir.

## Dimension
Elle présente une hauteur de 24 à 32 cm.

## Répartition
Elle se trouve dans les forêts pluviales du Congo (république démocratique du Congo et régions voisines de la république démocratique du Congo et de la République centrafricaine).

## Biologie
Sa biologie est analogue à celle de la mangouste brune. DD, données insuffisantes